# Artilleri ved Jægerspris
Artilleri ved Jægerspris er en stum dokumentarisk optagelse fra 1909 filmet af Peter Elfelt.
Optagelsen viser afskydning af kanoner under en militærøvelse ved Jægerspris.